# Фраберија (Модена)
Фраберија је насеље у Италији у округу Модена, региону Емилија-Ромања.
Према процени из 2011. у насељу је живело 66 становника. Насеље се налази на надморској висини од 64 м.